# Рудаково (Нижегородская область)
 Рудаково  — деревня в Шарангском районе Нижегородской области в составе Большерудкинского сельсовета.

## География
Расположена на расстоянии примерно 7 км на юго-восток по прямой от районного центра посёлка Шаранга.

## История
Известна с 1873 года как починок Рудаков (Мохов), где было дворов 5 и жителей 72, в 1905 (Рудаковский) 33 и 215, в 1926 (уже деревня Рудаково или Мохово) 52 и 308, в 1950 (Рудаково) 68 и 254.

## Население
Постоянное население составляло 24 человека (русские 79 %) в 2002 году, 4 в 2010.